# Torneo Apertura 2023 (Uruguay)
El Torneo Apertura 2023 fue el primer certamen del 120.º campeonato de primera división del fútbol uruguayo organizado por la AUF.

## Participantes

### Información general
Datos hasta antes del inicio del torneo. Todos los datos estadísticos corresponden únicamente a los Campeonatos Uruguayos organizados por la Asociación Uruguaya de Fútbol, no se incluyen los torneos de la FUF de 1923, 1924 ni el Torneo del Consejo Provisorio 1926 en las temporadas contadas. Las fechas de fundación de los equipos son las declaradas por los propios clubes implicados.
| Equipo               | Ciudad                 | Estadio de localía            | Capacidad | Fundación                | Temporadas | Temp. Consecutivas | Títulos | Subtítulos | Indumentaria    | 2022 |
| -------------------- | ---------------------- | ----------------------------- | --------- | ------------------------ | ---------- | ------------------ | ------- | ---------- | --------------- | ---- |
| Boston River         | Montevideo             | Juventud Parque Artigas       | 6.148     | 20 de febrero de 1939    | 8          | 8                  | 0       | 0          | Kelme           | 4°   |
| Cerro                | Montevideo             | Monumental Luis Tróccoli      | 25.000    | 1 de diciembre de 1922   | 76         | 1                  | 0       | 1          | Identidad Cerro |      |
| Cerro Largo          | Melo                   | Arq. Antonio Eleuterio Ubilla | 7.000     | 19 de noviembre de 2002  | 10         | 5                  | 0       | 0          | Matgeor         | 11°  |
| Danubio              | Montevideo             | Jardines del Hipódromo        | 18.000    | 1 de marzo de 1932       | 73         | 2                  | 4       | 4          | Mgr Sport       | 8°   |
| Defensor Sporting    | Montevideo             | Luis Franzini                 | 16.000    | 15 de marzo de 1913      | 96         | 2                  | 4       | 10         | Puma            | 7°   |
| Deportivo Maldonado  | Maldonado              | Domingo Burgueño Miguel       | 17.172    | 25 de agosto de 1928     | 10         | 4                  | 0       | 0          | Joma            | 3°   |
| Fénix                | Montevideo             | Parque Capurro                | 5.097     | 7 de julio de 1916       | 42         | 15                 | 0       | 0          | Mgr Sport       | 10°  |
| La Luz               | Montevideo             | Parque Palermo                | 4.072     | 19 de abril de 1929      | 1          | 1                  | 0       | 0          | Breus           |      |
| Liverpool            | Montevideo             | Belvedere                     | 7.780     | 15 de febrero de 1915    | 82         | 9                  | 0       | 1          | Mgr Sport       | 2°   |
| Montevideo City      | Montevideo             | Centenario                    | 60.235    | 26 de diciembre de 2007  | 5          | 4                  | 0       | 0          | Puma            | 12°  |
| Montevideo Wanderers | Montevideo             | Parque Alfredo Víctor Viera   | 9.000     | 15 de agosto de 1902     | 107        | 24                 | 3       | 8          | Umbro           | 9°   |
| Nacional             | Montevideo             | Gran Parque Central           | 34.000    | 14 de mayo de 1899       | 119        | 119                | 49      | 45         | Umbro           | 1°   |
| Peñarol              | Montevideo             | Campeón del Siglo             | 40.700    | 28 de septiembre de 1891 | 118        | 96                 | 51      | 40         | Puma            | 6°   |
| Plaza Colonia        | Colonia del Sacramento | Parque Juan Gaspar Prandi     | 3.000     | 22 de abril de 1917      | 13         | 5                  | 0       | 0          | Mgr Sport       | 13°  |
| Racing               | Montevideo             | Parque Osvaldo Roberto        | 5.400     | 6 de abril de 1919       | 54         | 1                  | 0       | 0          | Macron          |      |
| River Plate          | Montevideo             | Parque Federico Omar Saroldi  | 5.165     | 11 de mayo de 1932       | 75         | 20                 | 0       | 1          | Mgr Sport       | 5°   |

### Distribución geográfica de los equipos
| Localidad              | Cantidad | Equipos |
| ---------------------- | -------- | --- |
| Montevideo             | 13       | Boston River, Cerro, Danubio, Defensor Sporting, Fénix, La Luz, Liverpool, Montevideo City, Montevideo Wanderers, Nacional, Peñarol, Racing, River Plate |
| Colonia del Sacramento | 1        | Plaza Colonia |
| Maldonado              | 1        | Deportivo Maldonado |
| Melo                   | 1        | Cerro Largo |

## Clasificación
| Pos. | Equipo               | Pts. | PJ | G  | E | P | GF | GC | Dif. |  |
| ---- | -------------------- | ---- | -- | -- | - | - | -- | -- | ---- |  |
| 1    | Peñarol (C)          | 34   | 15 | 10 | 4 | 1 | 25 | 11 | +14  |  |
| 2    | Nacional             | 29   | 15 | 8  | 5 | 2 | 28 | 11 | +17  |  |
| 3    | Defensor Sporting    | 25   | 15 | 6  | 7 | 2 | 27 | 14 | +13  |  |
| 4    | Cerro Largo          | 25   | 15 | 6  | 7 | 2 | 13 | 10 | +3   |  |
| 5    | Liverpool            | 23   | 15 | 6  | 5 | 4 | 24 | 19 | +5   |  |
| 6    | Montevideo Wanderers | 23   | 15 | 6  | 5 | 4 | 16 | 12 | +4   |  |
| 7    | River Plate          | 20   | 15 | 5  | 5 | 5 | 17 | 19 | −2   |  |
| 8    | Deportivo Maldonado  | 20   | 15 | 5  | 5 | 5 | 18 | 23 | −5   |  |
| 9    | La Luz               | 18   | 15 | 5  | 4 | 6 | 23 | 27 | −4   |  |
| 10   | Cerro                | 16   | 15 | 3  | 7 | 5 | 13 | 16 | −3   |  |
| 11   | Montevideo City      | 16   | 15 | 3  | 5 | 7 | 15 | 24 | −9   |  |
| 12   | Plaza Colonia        | 16   | 15 | 4  | 4 | 7 | 15 | 25 | −10  |  |
| 13   | Danubio              | 15   | 15 | 3  | 6 | 6 | 20 | 19 | +1   |  |
| 14   | Racing               | 15   | 15 | 3  | 6 | 6 | 13 | 17 | −4   |  |
| 15   | Boston River         | 12   | 15 | 2  | 6 | 7 | 15 | 23 | −8   |  |
| 16   | Fénix                | 12   | 15 | 3  | 3 | 9 | 11 | 23 | −12  |  |

 Fuente: AUF
Notas:
1. ↑  A Liverpool se le devolvieron los 3 puntos que en un principio se le habían quitado contra Boston River por la 13.ª fecha del Torneo Apertura, tras el fallo en la apelacion de que el jugador Rodrigo Rivero disputó el partido sin contar con el Carnet del Futbolista.
2. ↑  A La Luz se le quitó el punto obtenido en el empate frente a Montevideo City por la 4.ª fecha, debido a que un jugador disputó el partido con su contrato laboral vencido.
3. ↑  La AUF le adjudicó 2 puntos a Montevideo City luego de su encuentro ante La Luz por la 4.ª fecha.

|  | Campeón del Torneo Apertura y clasificado a la semifinal del Campeonato Uruguayo. |

## Evolución de la clasificación
| Equipo \ Jornadas    | 01 | 02 | 03 | 04 | 05 | 06 | 07 | 08 | 09 | 10 | 11 | 12 | 13 | 14 | 15 |
| -------------------- | -- | -- | -- | -- | -- | -- | -- | -- | -- | -- | -- | -- | -- | -- | -- |
| Peñarol              | 4  | 1  | 1  | 1  | 1  | 1  | 1  | 1  | 1  | 1  | 1  | 1  | 1  | 1  | 1  |
| Nacional             | 6  | 6  | 9  | 5  | 5  | 3  | 3  | 3  | 5  | 4  | 3  | 2  | 2  | 2  | 2  |
| Defensor Sporting    | 13 | 13 | 10 | 10 | 4  | 6  | 2  | 2  | 2  | 2  | 2  | 4  | 3  | 3  | 3  |
| Cerro Largo          | 5  | 4  | 3  | 4  | 3  | 2  | 4  | 4  | 3  | 3  | 5  | 3  | 4  | 4  | 4  |
| Liverpool            | 10 | 12 | 5  | 8  | 10 | 10 | 9  | 7  | 8  | 6  | 6  | 6  | 6  | 6  | 5  |
| Montevideo Wanderers | 2  | 2  | 2  | 2  | 2  | 7  | 7  | 6  | 4  | 5  | 4  | 5  | 5  | 5  | 6  |
| River Plate          | 11 | 9  | 7  | 6  | 6  | 4  | 5  | 8  | 6  | 7  | 7  | 7  | 8  | 8  | 7  |
| Deportivo Maldonado  | 7  | 5  | 4  | 3  | 7  | 9  | 10 | 11 | 9  | 8  | 8  | 8  | 7  | 7  | 8  |
| La Luz               | 14 | 15 | 16 | 16 | 13 | 16 | 15 | 16 | 15 | 14 | 13 | 13 | 14 | 12 | 9  |
| Cerro                | 15 | 8  | 6  | 11 | 11 | 13 | 11 | 12 | 13 | 12 | 14 | 14 | 13 | 15 | 10 |
| Montevideo City      | 9  | 3  | 8  | 9  | 12 | 11 | 13 | 13 | 10 | 11 | 11 | 9  | 10 | 9  | 11 |
| Plaza Colonia        | 12 | 16 | 15 | 14 | 9  | 8  | 8  | 10 | 12 | 13 | 12 | 12 | 12 | 11 | 12 |
| Danubio              | 8  | 11 | 13 | 7  | 8  | 5  | 6  | 5  | 7  | 9  | 9  | 10 | 11 | 13 | 13 |
| Racing               | 16 | 14 | 14 | 15 | 16 | 12 | 12 | 9  | 11 | 10 | 10 | 11 | 9  | 10 | 14 |
| Boston River         | 3  | 10 | 12 | 13 | 15 | 15 | 14 | 14 | 14 | 15 | 15 | 15 | 15 | 14 | 15 |
| Fénix                | 1  | 7  | 11 | 12 | 14 | 14 | 16 | 15 | 16 | 16 | 16 | 16 | 16 | 16 | 16 |

## Fixture
- Los horarios corresponden al huso horario de Uruguay: (UTC-3).

| Racing                 | 0:2 | Boston River         | Parque Palermo         | 4 de febrero | 9:30  |                  | Daniel Rodríguez |
| Peñarol                | 2:0 | Cerro                | Campeón del Siglo      | 4 de febrero | 17:00 | José Burgos      |                  |
| Cerro Largo            | 2:1 | River Plate          | Arq. Antonio E. Ubilla | 4 de febrero | 19:30 | Jonathan Fuentes |                  |
| La Luz                 | 1:3 | Montevideo Wanderers | Parque Liebig's        | 5 de febrero | 9:45  | Leodán González  |                  |
| Montevideo City Torque | 1:1 | Danubio              | Centenario             | 5 de febrero | 18:00 | Santiago Motta   |                  |
| Nacional               | 2:1 | Liverpool            | Gran Parque Central    | 5 de febrero | 21:00 | Javier Feres     |                  |
| Plaza Colonia          | 0:1 | Deportivo Maldonado  | Juan G. Prandi         | 6 de febrero | 19:00 | Mathías de Armas |                  |
| Defensor Sporting      | 1:3 | Fénix                | Luis Franzini          | 6 de febrero | 21:30 | Antonio García   |                  |

| Nacional             | 0:0 | Cerro Largo            | Gran Parque Central        | 10 de febrero | 20:00 |                  | Leodán González |
| Fénix                | 1:2 | Montevideo City Torque | Parque Capurro             | 11 de febrero | 9:45  | Yimmy Álvarez    |                 |
| River Plate          | 2:0 | Plaza Colonia          | Parque Federico O. Saroldi | 11 de febrero | 17:00 | Diego Riveiro    |                 |
| Deportivo Maldonado  | 1:1 | Racing                 | Domingo Burgueño Miguel    | 11 de febrero | 19:30 | Pablo Giménez    |                 |
| Boston River         | 0:3 | Cerro                  | Juventud Parque Artigas    | 12 de febrero | 9:45  | Bruno Sacarelo   |                 |
| Danubio              | 1:1 | Liverpool              | Jardines del Hipódromo     | 12 de febrero | 17:00 | Javier Burgos    |                 |
| Montevideo Wanderers | 1:1 | Defensor Sporting      | Parque Alfredo V. Viera    | 13 de febrero | 18:30 | Mathías de Armas |                 |
| La Luz               | 3:4 | Peñarol                | Centenario                 | 13 de febrero | 21:00 | Esteban Ostojich |                 |

| Cerro Largo            | 1:0 | Danubio              | Arq. Antonio E. Ubilla   | 17 de febrero | 21:00 |                  | Mathías de Armas |
| Cerro                  | 0:0 | Deportivo Maldonado  | Monumental Luis Tróccoli | 18 de febrero | 17:00 | Jonathan Fuentes |                  |
| Plaza Colonia          | 2:1 | Nacional             | Prof. Alberto Supicci    | 18 de febrero | 19:45 | José Burgos      |                  |
| Racing                 | 0:0 | River Plate          | Parque Palermo           | 19 de febrero | 9:45  | Santiago Motta   |                  |
| Defensor Sporting      | 1:0 | La Luz               | Luis Franzini            | 19 de febrero | 18:00 | Gustavo Tejera   |                  |
| Peñarol                | 1:0 | Boston River         | Campeón del Siglo        | 19 de febrero | 21:00 | Leodán González  |                  |
| Liverpool              | 3:1 | Fénix                | Belvedere                | 20 de febrero | 17:00 | Andrés Matonte   |                  |
| Montevideo City Torque | 0:1 | Montevideo Wanderers | Centenario               | 20 de febrero | 20:15 | Javier Feres     |                  |

| River Plate          | 3:2 | Cerro                  | Parque Federico O. Saroldi | 25 de febrero | 9:45  |                  | Leodán González |
| Fénix                | 0:0 | Cerro Largo            | Parque Capurro             | 25 de febrero | 17:00 | Bruno Sacarelo   |                 |
| Defensor Sporting    | 2:2 | Peñarol                | Luis Franzini              | 25 de febrero | 20:00 | Andrés Matonte   |                 |
| Danubio              | 5:0 | Plaza Colonia          | Jardines del Hipódromo     | 26 de febrero | 9:45  | Javier Feres     |                 |
| Deportivo Maldonado  | 3:2 | Boston River           | Domingo Burgueño Miguel    | 26 de febrero | 17:00 | Santiago Motta   |                 |
| Nacional             | 3:1 | Racing                 | Gran Parque Central        | 26 de febrero | 20:00 | Esteban Ostojich |                 |
| La Luz               | 1:1 | Montevideo City Torque | Parque Liebig's            | 27 de febrero | 18:30 | Diego Dunajec    |                 |
| Montevideo Wanderers | 1:1 | Liverpool              | Parque Alfredo V. Viera    | 27 de febrero | 21:00 | Antonio García   |                 |

| Racing                 | 1:1 | Danubio              | Parque Palermo           | 3 de marzo | 20:00 |                    | Yimmy Álvarez |
| Montevideo City Torque | 0:3 | Defensor Sporting    | Parque Alfredo V. Viera  | 4 de marzo | 9:45  | Esteban Ostojich   |               |
| Cerro                  | 2:2 | Nacional             | Monumental Luis Tróccoli | 4 de marzo | 17:00 | Christian Ferreyra |               |
| Boston River           | 0:0 | River Plate          | Luis Franzini            | 4 de marzo | 19:30 | Andrés Matonte     |               |
| Liverpool              | 2:3 | La Luz               | Belvedere                | 5 de marzo | 9:45  | Daniel Rodríguez   |               |
| Peñarol                | 2:1 | Deportivo Maldonado  | Campeón del Siglo        | 5 de marzo | 17:00 | Javier Burgos      |               |
| Cerro Largo            | 0:0 | Montevideo Wanderers | Arq. Antonio E. Ubilla   | 5 de marzo | 19:30 | Gustavo Tejera     |               |
| Plaza Colonia          | 3:1 | Fénix                | Juan G. Prandi           | 6 de marzo | 19:30 | Mathías de Armas   |               |

| La Luz               | 0:3 | Cerro Largo            | Parque Liebig's            | 10 de marzo | 19:30 |                    | Pablo Giménez |
| Montevideo Wanderers | 0:1 | Plaza Colonia          | Parque Alfredo V. Viera    | 11 de marzo | 17:00 | Andrés Matonte     |               |
| Nacional             | 3:1 | Boston River           | Gran Parque Central        | 11 de marzo | 19:30 | Mathías de Armas   |               |
| Danubio              | 1:0 | Cerro                  | Jardines del Hipódromo     | 12 de marzo | 9:45  | Esteban Ostojich   |               |
| Fénix                | 0:1 | Racing                 | Parque Capurro             | 12 de marzo | 17:00 | Javier Feres       |               |
| Peñarol              | 2:2 | Montevideo City Torque | Campeón del Siglo          | 12 de marzo | 20:00 | Gustavo Tejera     |               |
| River Plate          | 3:1 | Deportivo Maldonado    | Parque Federico O. Saroldi | 13 de marzo | 17:00 | Christian Ferreyra |               |
| Defensor Sporting    | 2:2 | Liverpool              | Luis Franzini              | 13 de marzo | 19:30 | Javier Burgos      |               |

| Plaza Colonia       | 1:1 | La Luz                 | Prof. Alberto Supicci    | 17 de marzo | 19:15 |                    | Gustavo Tejera |
| Liverpool           | 1:0 | Montevideo City Torque | Belvedere                | 18 de marzo | 9:45  | Jonathan Fuentes   |                |
| Deportivo Maldonado | 0:0 | Nacional               | Domingo Burgueño Miguel  | 18 de marzo | 17:00 | Esteban Ostojich   |                |
| Peñarol             | 1:0 | River Plate            | Campeón del Siglo        | 18 de marzo | 19:30 | Javier Feres       |                |
| Cerro Largo         | 0:3 | Defensor Sporting      | Arq. Antonio E. Ubilla   | 19 de marzo | 9:45  | Christian Ferreyra |                |
| Boston River        | 3:3 | Danubio                | Juventud Parque Artigas  | 19 de marzo | 16:30 | Antonio García     |                |
| Racing              | 1:1 | Montevideo Wanderers   | Parque Palermo           | 19 de marzo | 20:30 | Santiago Motta     |                |
| Cerro               | 2:0 | Fénix                  | Monumental Luis Tróccoli | 20 de marzo | 19:15 | Yimmy Álvarez      |                |

| Defensor Sporting      | 4:0 | Plaza Colonia       | Luis Franzini           | 24 de marzo | 21:15 |                  | Daniel Rodríguez |
| Danubio                | 4:0 | Deportivo Maldonado | Jardines del Hipódromo  | 25 de marzo | 10:00 | Federico Arman   |                  |
| Liverpool              | 1:0 | Peñarol             | Belvedere               | 25 de marzo | 16:00 | Esteban Ostojich |                  |
| Montevideo Wanderers   | 3:0 | Cerro               | Parque Alfredo V. Viera | 25 de marzo | 18:30 | Diego Dunajec    |                  |
| Fénix                  | 0:0 | Boston River        | Parque Capurro          | 26 de marzo | 10:00 | Andrés Matonte   |                  |
| Nacional               | 3:0 | River Plate         | Gran Parque Central     | 26 de marzo | 18:00 | Leodán González  |                  |
| La Luz                 | 1:3 | Racing              | Parque Liebig's         | 26 de marzo | 20:30 | Mathías de Armas |                  |
| Montevideo City Torque | 1:2 | Cerro Largo         | Parque Alfredo V. Viera | 27 de marzo | 19:00 | Javier Feres     |                  |

| River Plate         | 2:1 | Danubio                | Parque Federico O. Saroldi | 31 de marzo | 16:00 |                    | Gustavo Tejera |
| Cerro Largo         | 1:0 | Liverpool              | Arq. Antonio E. Ubilla     | 31 de marzo | 19:00 | Andrés Matonte     |                |
| Peñarol             | 2:0 | Nacional               | Campeón del Siglo          | 1 de abril  | 16:00 | Christian Ferreyra |                |
| Deportivo Maldonado | 2:0 | Fénix                  | Domingo Burgueño Miguel    | 1 de abril  | 19:00 | Mathías de Armas   |                |
| Cerro               | 0:0 | La Luz                 | Monumental Luis Tróccoli   | 2 de abril  | 10:00 | Javier Feres       |                |
| Boston River        | 0:1 | Montevideo Wanderers   | Juventud Parque Artigas    | 2 de abril  | 16:00 | Leodán González    |                |
| Racing              | 0:1 | Defensor Sporting      | Parque Palermo             | 3 de abril  | 16:00 | Pablo Giménez      |                |
| Plaza Colonia       | 1:2 | Montevideo City Torque | Juan G. Prandi             | 3 de abril  | 19:00 | Bruno Sacarelo     |                |

| Montevideo Wanderers   | 0:1 | Deportivo Maldonado | Parque Alfredo V. Viera | 7 de abril  | 19:00 |                    | Santiago Motta |
| Fénix                  | 0:0 | River Plate         | Parque Capurro          | 8 de abril  | 10:00 | Antonio García     |                |
| Defensor Sporting      | 1:1 | Cerro               | Luis Franzini           | 8 de abril  | 16:00 | Mathías de Armas   |                |
| Montevideo City Torque | 0:2 | Racing              | Centenario              | 8 de abril  | 18:30 | Federico Arman     |                |
| Danubio                | 0:0 | Nacional            | Jardines del Hipódromo  | 9 de abril  | 15:30 | Esteban Ostojich   |                |
| Cerro Largo            | 0:0 | Peñarol             | Arq. Antonio E. Ubilla  | 9 de abril  | 18:00 | Gustavo Tejera     |                |
| Liverpool              | 3:1 | Plaza Colonia       | Belvedere               | 10 de abril | 15:30 | Leodán González    |                |
| La Luz                 | 2:1 | Boston River        | Parque Palermo          | 10 de abril | 20:15 | Christian Ferreyra |                |

| Nacional      | 4:0 | Fénix                  | Gran Parque Central        | 14 de abril | 20:00 |                    | Javier Feres |
| Racing        | 1:1 | Liverpool              | Parque Palermo             | 15 de abril | 10:00 | Diego Riveiro      |              |
| Peñarol       | 2:0 | Danubio                | Campeón del Siglo          | 15 de abril | 15:30 | Leodán González    |              |
| Plaza Colonia | 2:0 | Cerro Largo            | Prof. Alberto Supicci      | 15 de abril | 20:30 | Christian Ferreyra |              |
| Boston River  | 1:0 | Defensor Sporting      | Juventud Parque Artigas    | 16 de abril | 13:00 | Yimmy Álvarez      |              |
| River Plate   | 1:2 | Montevideo Wanderers   | Parque Federico O. Saroldi | 16 de abril | 15:30 | Esteban Ostojich   |              |
| Cerro         | 0:2 | Montevideo City Torque | Monumental Luis Tróccoli   | 16 de abril | 20:30 | Andrés Matonte     |              |
| La Luz        | 4:2 | Deportivo Maldonado    | Parque Palermo             | 17 de abril | 19:15 | Bruno Sacarelo     |              |

| Cerro Largo            | 2:1 | Racing              | Arq. Antonio E. Ubilla  | 21 de abril | 19:00 |                    | Mathías de Armas |
| Montevideo City Torque | 1:1 | Boston River        | Centenario              | 22 de abril | 12:30 | Javier Feres       |                  |
| La Luz                 | 2:2 | River Plate         | Parque Palermo          | 22 de abril | 18:00 | Jonathan Fuentes   |                  |
| Defensor Sporting      | 1:1 | Deportivo Maldonado | Luis Franzini           | 22 de abril | 20:30 | Gustavo Tejera     |                  |
| Fénix                  | 2:1 | Danubio             | Parque Capurro          | 23 de abril | 15:30 | Santiago Motta     |                  |
| Plaza Colonia          | 1:2 | Peñarol             | Centenario              | 23 de abril | 18:30 | Esteban Ostojich   |                  |
| Liverpool              | 1:1 | Cerro               | Belvedere               | 24 de abril | 15:30 | Antonio García     |                  |
| Montevideo Wanderers   | 0:1 | Nacional            | Parque Alfredo V. Viera | 24 de abril | 20:00 | Christian Ferreyra |                  |

| Boston River        | 1:3 | Liverpool              | Juventud Parque Artigas    | 28 de abril | 15:30 |                  | Christian Ferreyra |
| Peñarol             | 2:0 | Fénix                  | Campeón del Siglo          | 28 de abril | 20:00 | Mathías de Armas |                    |
| Danubio             | 0:2 | Montevideo Wanderers   | Jardines del Hipódromo     | 29 de abril | 10:00 | Javier Feres     |                    |
| Cerro               | 0:0 | Cerro Largo            | Monumental Luis Tróccoli   | 29 de abril | 16:00 | Daniel Rodríguez |                    |
| Nacional            | 3:0 | La Luz                 | Gran Parque Central        | 29 de abril | 19:00 | Esteban Ostojich |                    |
| River Plate         | 0:4 | Defensor Sporting      | Parque Federico O. Saroldi | 30 de abril | 10:00 | Andrés Matonte   |                    |
| Deportivo Maldonado | 3:2 | Montevideo City Torque | Domingo Burgueño Miguel    | 30 de abril | 18:00 | Leodán González  |                    |
| Racing              | 1:1 | Plaza Colonia          | Parque Osvaldo Roberto     | 3 de mayo   | 15:30 | Gustavo Tejera   |                    |

| Cerro Largo            | 2:2 | Boston River        | Arq. Antonio E. Ubilla  | 5 de mayo | 19:00 |                    | Bruno Sacarelo |
| Montevideo Wanderers   | 0:3 | Fénix               | Parque Alfredo V. Viera | 6 de mayo | 17:30 | Yimmy Álvarez      |                |
| Liverpool              | 4:2 | Deportivo Maldonado | Belvedere               | 7 de mayo | 10:00 | Diego Dunajec      |                |
| La Luz                 | 3:1 | Danubio             | Parque Liebig's         | 7 de mayo | 15:00 | Daniel Fedorczuk   |                |
| Defensor Sporting      | 2:2 | Nacional            | Luis Franzini           | 7 de mayo | 18:00 | Leodán González    |                |
| Montevideo City Torque | 1:1 | River Plate         | Centenario              | 7 de mayo | 20:30 | Diego Riveiro      |                |
| Plaza Colonia          | 1:1 | Cerro               | Juan G. Prandi          | 8 de mayo | 15:30 | Christian Ferreyra |                |
| Racing                 | 0:2 | Peñarol             | Centenario              | 8 de mayo | 20:00 | Andrés Matonte     |                |

| Deportivo Maldonado    | 0:0 | Cerro Largo          | Domingo Burgueño Miguel    | 12 de mayo | 19:00 |                  | Hernán Heras |
| River Plate            | 2:0 | Liverpool            | Parque Federico O. Saroldi | 13 de mayo | 12:30 | Mathías de Armas |              |
| Peñarol                | 1:1 | Montevideo Wanderers | Campeón del Siglo          | 13 de mayo | 15:30 | Daniel Rodríguez |              |
| Fénix                  | 0:2 | La Luz               | Parque Capurro             | 14 de mayo | 10:00 | Gustavo Tejera   |              |
| Danubio                | 1:1 | Defensor Sporting    | Mincheff de Lazaroff       | 14 de mayo | 15:00 | Esteban Ostojich |              |
| Montevideo City Torque | 0:4 | Nacional             | Centenario                 | 14 de mayo | 18:00 | Santiago Motta   |              |
| Boston River           | 1:1 | Plaza Colonia        | Juventud Parque Artigas    | 15 de mayo | 15:00 | Andrés Matonte   |              |
| Cerro                  | 1:0 | Racing               | Monumental Luis Tróccoli   | 15 de mayo | 19:00 | Javier Feres     |              |

## Estadísticas
- Actualizado al 15 de mayo de 2023.

### Máximos goleadores
| Jugador               | Club                | Goles | PJ | GPP  |
| --------------------- | ------------------- | ----- | -- | ---- |
| Juan Ignacio Ramírez  | Nacional            | 11    | 13 | 0.85 |
| Nicolás Schiappacasse | La Luz              | 9     | 12 | 0.75 |
| Matías Arezo          | Peñarol             | 9     | 13 | 0.69 |
| Osinachi Ebere        | Plaza Colonia       | 7     | 15 | 0.47 |
| Maximiliano Cantera   | Deportivo Maldonado | 7     | 15 | 0.47 |

#### Tripletes o más
A continuación se detallan los tripletes conseguidos a lo largo del Torneo Apertura.
| Fecha     | Jugador              | Goles           | Local    |  | Resultado |  | Visitante     | Reporte  |
| --------- | -------------------- | --------------- | -------- |  | --------- |  | ------------- | -------- |
| 13/2/2023 | Matías Arezo         | 45+7' 65' 90+8' | La Luz   |  | 3–4       |  | Peñarol       | Fecha 2  |
| 26/2/2023 | Sebastián Fernández  | 46' 54' 59'     | Danubio  |  | 5–0       |  | Plaza Colonia | Fecha 4  |
| 27/3/2023 | Luis Gorocito        | 9' 17' 23'      | La Luz   |  | 1–3       |  | Racing        | Fecha 8  |
| 14/4/2023 | Juan Ignacio Ramírez | 19' 36' 90+2'   | Nacional |  | 4–0       |  | Fénix         | Fecha 11 |

### Máximos asistentes
| Jugador        | Club              | Asistencias | PJ | APP  |
| -------------- | ----------------- | ----------- | -- | ---- |
| Alejo Cruz     | Danubio           | 5           | 12 | 0.42 |
| Diego Zabala   | Nacional          | 4           | 11 | 0.36 |
| Rafael Haller  | Danubio           | 4           | 11 | 0.36 |
| Leandro Barcia | Defensor Sporting | 3           | 5  | 0.6  |
| Matías Abaldo  | Defensor Sporting | 3           | 9  | 0.33 |
| Agustín Alaniz | Racing            | 3           | 10 | 0.3  |

Fuente: Transfermarkt

## Récords
- Gol más rápido: 2 minutos: Ramiro Costa de  Montevideo Wanderers vs.  La Luz (5 de febrero de 2023)

- Gol más tardío: 90+9 minutos: Álvaro Navarro de  Defensor Sporting vs.  Peñarol (25 de febrero de 2023)

- Mayor número de goles marcados en un partido: 7 goles:

 La Luz 3 – 4  Peñarol (13 de febrero de 2023)
- Mayor victoria local:

 Danubio 5 – 0  Plaza Colonia (26 de febrero de 2023)
- Mayor victoria visitante:

 Boston River 0 – 3  Cerro (12 de febrero de 2023)
Montevideo City 0 – 3  Defensor Sporting (4 de marzo de 2023)
 Cerro Largo 0 – 3  Defensor Sporting (19 de marzo de 2023)
- Mayor racha de victorias consecutivas:  Peñarol (4 partidos)

- Mayor racha de partidos sin perder:  Defensor Sporting (9 partidos)

- Mayor racha de partidos sin ganar:  Fénix (10 partidos)

- Mayor racha de derrotas consecutivas:  Boston River,  Fénix  La Luz (3 partidos)